# Adolfo Jarreta
Adolfo Jarreta (1915-1990) fue un herrero y artesano español.

## Biografía

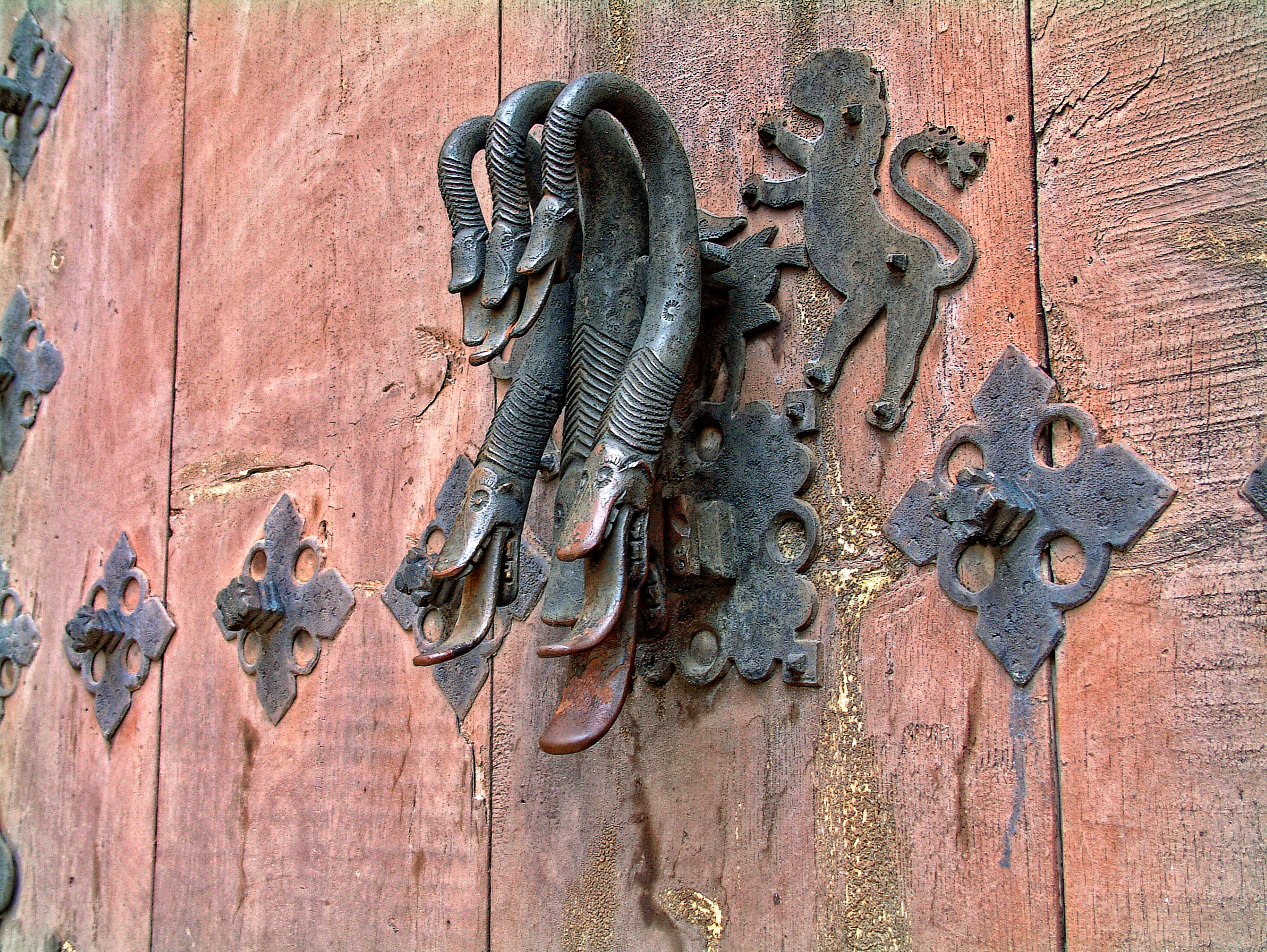
Aldaba o trucador en la Casa de los Monterde (Albarracín)

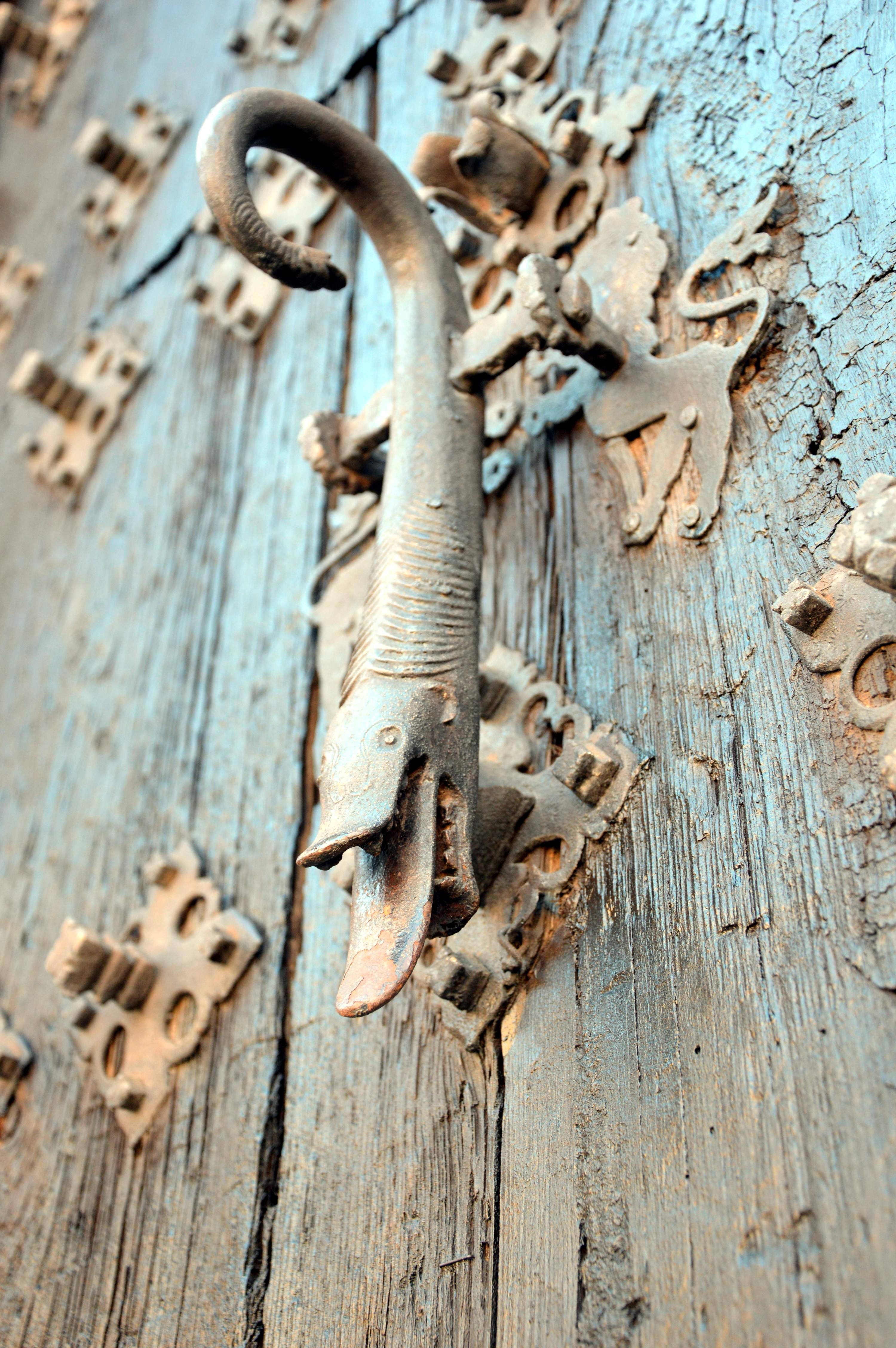
Otro llamador en Albarracín

Nacido el 4 de junio de 1915 en la localidad zaragozana de Pozuelo de Aragón, se desempeñó el oficio de la herrería; tras probar suerte en Madrid partió a la localidad turolense de Albarracín, en la que se instaló en 1958. Jarreta, de aprendizaje autodidacta, se dedicó a la forja de hierro, realizando rejas, picaportes, aldabones y esculturas humanas, entre otras piezas. Falleció en 1990.